# حنقلان ثلاثي الأقسام
حنقلان ثلاثي الأقسام (الاسم العلمي:Euryops trifidus) هو نوع من النباتات يتبع جنس الحنقلان من الفصيلة النجمية.